# غيلمانتون (ويسكونسن)
غيلمانتون (بالإنجليزية: Gilmanton, Wisconsin) هي بلدة تقع بولاية ويسكونسن في الولايات المتحدة. تبلغ مساحتها 94 (كم²)، وترتفع عن سطح البحر 244 م، بلغ عدد سكانها 470 نسمة في عام 2000 حسب إحصاء مكتب تعداد الولايات المتحدة وتصل الكثافة السكانية فيها 5 نسمة/كم2.

## وصلات خارجية
- http://www.gilmantonfreefair.com نسخة محفوظة 2 يونيو 2013 على موقع واي باك مشين.
- The US50 - Cities and Towns in Wisconsin State
- Wisconsin Cities and Towns, Facts, Map, Flag, Colleges, Government, and More